# Alimena
Alimena è un comune italiano di 1 867 abitanti della città metropolitana di Palermo in Sicilia.

## Geografia fisica

### Territorio
Alimena confina con la provincia di Enna e con la provincia di Caltanissetta e si trova a circa metà strada tra Palermo, che dista 100 km, e Catania, che dista 120 km. Situato nella regione sud-orientale delle Madonie, in mezzo a sterminate distese di grano, l'abitato è adagiato sullo spartiacque del fiume Salso Orientale e del suo affluente Imera Meridionale, ai piedi della Balza d'Areddula (1007,48 m s.l.m.).

### Clima
| Alimena             | Mesi | Mesi | Mesi | Mesi | Mesi | Mesi | Mesi | Mesi | Mesi | Mesi | Mesi | Mesi | Stagioni | Stagioni | Stagioni | Stagioni | Anno |
| Alimena             | Gen  | Feb  | Mar  | Apr  | Mag  | Giu  | Lug  | Ago  | Set  | Ott  | Nov  | Dic  | Inv      | Pri      | Est      | Aut      | Anno |
| ------------------- | ---- | ---- | ---- | ---- | ---- | ---- | ---- | ---- | ---- | ---- | ---- | ---- | -------- | -------- | -------- | -------- | ---- |
| T. max. media (°C)  | 8,5  | 9,3  | 10,9 | 13,8 | 19,0 | 23,8 | 26,8 | 27,0 | 23,2 | 17,9 | 13,7 | 10,1 | 9,3      | 14,6     | 25,9     | 18,3     | 17,0 |
| T. min. media (°C)  | 4    | 3,9  | 5,1  | 7,4  | 11,3 | 15,6 | 18,4 | 18,8 | 16,1 | 12,1 | 8,4  | 5,7  | 4,5      | 7,9      | 17,6     | 12,2     | 10,6 |
| Precipitazioni (mm) | 61   | 48   | 45   | 35   | 23   | 8    | 8    | 15   | 37   | 74   | 65   | 61   | 170      | 103      | 31       | 176      | 480  |

## Storia
Le origini di Alimena risalgono all’intensa attività agricola del XVII secolo quando, per volere di Pietro Alimena, furono costruite le prime abitazioni. Il primo nome dell’insediamento fu Mazza. Questa denominazione derivava da una locanda del villaggio, sulla cui insegna era rappresentato un leone con in bocca una clava, volgarmente detta “mazza”. Il piccolo centro si espanse nel 1628 con il marchese Antonio Alimena, successore di Pietro, quando la corona spagnola di Filippo IV, tramite il viceré Francesco Ferdinando De la Cueva, concesse la “licentia populandi” all’agglomerato urbano. Mazza venne quindi rinominata Alimena proprio in onore del fondatore. Successivamente, il marchesato venne ereditato dalla famiglia Imperatore, per poi passare ai Benzo e ai Bosco, principi di Belvedere. Nel 1812 cessò il feudalesimo e il marchesato di Alimena, che nel parlamento siciliano occupava la XXXVI posizione, fu elevato a Comune.

## Monumenti e luoghi d'interesse

### Architetture religiose
Le principali architetture religiose di Alimena sono:
- la chiesa Madre Santa Maria Maddalena
- l'ex convento di Santa Maria di Gesù e la sua chiesa
- la chiesa di sant'Alfonso de' Liguori
- la chiesa del Calvario
- la chiesa delle Anime Sante

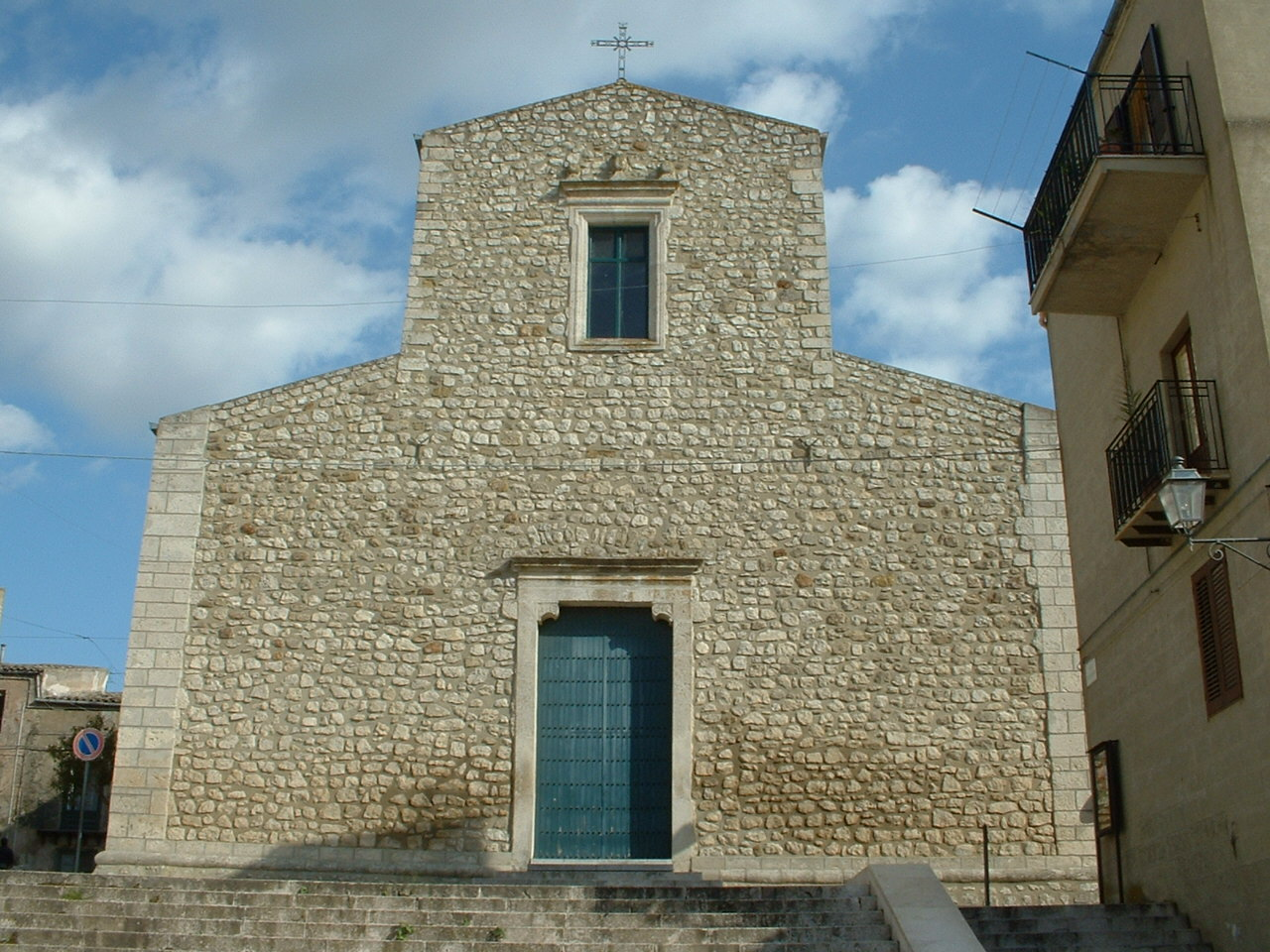
Chiesa Madre S. Maria Maddalena

La chiesa Madre S. M. Maddalena è dedicata proprio alla santa patrona di Alimena Maria Maddalena. La chiesa presenta una pianta a croce latina semplice e tre navate, senza cappelle alle estremità del transetto. Edificata per volere dal principe di Belvedere Vincenzo Del Bosco dal 1725 al 1731, si trova di fronte al Palazzo della Signoria (oggi Casa Sant'Angela) nell'attuale piazza Regina Margherita. La chiesa conserva al suo interno un pulpito in legno, un organo del XVIII secolo, diversi dipinti e una statua dell'Immacolata realizzata da Francesco Sorge.
Il convento di Santa Maria di Gesù fu fatto erigere dal Principe di Belvedere Vincenzo Del Bosco e sua moglie tra il 1731 e il 1738. Il convento di Alimena fu definito dall'Abate di Saint-Non, famoso viaggiatore francese del XVIII secolo, che vi alloggiò, "uno dei più belli della Sicilia". Grazie a lui si conserva ancora oggi una descrizione del convento: “Al piano terra del convento c’era un bel chiostro di ottima fattura su cui si aprivano molte stanze, adibite a refettorio, cucina, officine, ecc. Al primo piano c’era una grande biblioteca con scaffali in legno, una cappella privata, le varie celle e la foresteria. In complesso 48 locali erano a disposizione dei Frati Minori Riformati, che lo stesso principe [Vincenzo del Bosco] invitò per abitarlo.” Di questo monumentale complesso e del bel giardino non resta che la sola chiesa e la sacrestia, poiché invece di essere restaurato, è stato fatto demolire dalle suore che l'abitavano nel 1961, allo scopo di costruire sulla stessa area il nuovo collegio.
La chiesa del Convento venne progettata dall'architetto Padre Sebastiano da Petralia, ha una sola navata e simile nella sua facciata alla chiesa Madre. L'interno in stile baroccheggiante conserva ancora la composizione originaria. Sculture ornano gli scranni del coro e l'altare maggiore che è posto sullo sfondo di un affresco murale con soggetto principale la Vergine trionfante. Le decorazioni della volta sono copia del quadro di Gentile da Fabiano e riproducono le stimmate di S. Francesco. Gli altari laterali sono adorni di statue di legno, fra cui un crocifisso spirante di autore ignoto. Il pavimento è ricoperto da ormai rovinate mattonelle di maiolica.
La chiesa di sant'Alfonso de' Liguori è una antica torre di forma ottagonale, fatta originariamente edificare intorno al 1600 per scopi militari sul colle della Quisisana a poco più di 800 m s.l.m.. Successivamente ristrutturata e con l’aggiunta di una grossa cupola, venne trasformata nel 1837 in luogo di culto. La chiesa è stata intitolata a S. Alfonso de Liguori per volontà popolare: si narra infatti che gli abitanti del posto rimasti affascinati dalle predicazioni di due padri redentoristi, detti liguorini dal nome del loro fondatore, decisero di destinare un luogo di culto proprio a Sant’Alfonso. La chiesa di Sant’Alfonso ad Alimena fu in passato anche luogo di sepoltura per i notabili del paese. Il santo è molto venerato tutt’oggi e vi si ricorre in occasione di periodi di siccità per implorare la pioggia.
La Chiesa del Calvario sorge su una collinetta, un tempo fuori il paese, alla quale si accede tramite una scalinata di 33 gradini in ricordo degli anni di Cristo. Un cancelletto, sito nel fianco sinistro della chiesetta, apre lo spazio che rappresenta simbolicamente il Monte Golgota, in cui si trova una severa croce di legno. La chiesa è ad una sola navata, molto semplice e disadorna. Custodisce un'urna dentro cui giace una statua di Cristo morto. Nei due altari laterali sono esposte le statue in legno della Madonna Addolorata e di S. M. Maddalena. Tutt'oggi è utilizzata come scenario per la rappresentazione della passione di Cristo e la mattina del Venerdì Santo è possibile visitare il sepolcro allestito dentro la Chiesa, e nel pomeriggio dopo aver recitato i 33 credi, uno per ogni gradino, il Cristo viene posto in croce in adorazione.
La chiesa delle Anime Sante è una piccola chiesa costruita per desiderio di Antonio Alimena e portata a termine in breve tempo nel 1629, quando fu inaugurata e dedicata a S. Gaetano di Thiene, primo patrono di Alimena, rappresentato da un quadro sull'altare maggiore. La chiesa è di modesta grandezza e spoglia di elementi architettonici, sia all'interno che all'esterno, è a navata unica, con due altari laterali ed il pavimento in cotto e presenta tutte le caratteristiche delle costruzioni rurali. Sembra che vi si conservasse la fotografia del marchese Antonio Alimena. In seguito, fu dedicata a S. Maria Maddalena e funzionò come chiesa Madre fino all'edificazione della nuova chiesa Madre di Alimena.

### Architetture civili
Le principali architetture civili di Alimena sono:
- il Monumento ai caduti
- il complesso sportivo comunale
- il cimitero comunale

Il monumento ai caduti è costituito da un quadro di bronzo decorato con figure guerriere all'interno del quale sono incisi i nomi di tutti caduti gloriosi di cui si è onorata la memoria e il sacrificio. Si trova posto al lato della chiesa Madre prospiciente la piazza centrale.
Il complesso sportivo comunale ad Alimena è costituito da un campo di calcio, intitolato a Rosario Di Prima, che è un luogo importante per la pratica sportiva all'interno della comunità. Le strutture circostanti offrono comunque spazi come spogliatoi e aree per gli spettatori. Nonostante le sfide legate alla manutenzione, il campo continua a essere un punto di incontro per gli appassionati di calcio locali, promuovendo l'attività fisica e lo spirito sportivo nella zona.
Il cimitero comunale ad Alimena è un luogo di rispetto e memoria, fornendo un ambiente sereno e ben curato per onorare i propri cari. Con vialetti alberati e aree verdi, offre un'atmosfera tranquilla per la riflessione e la commemorazione. Le tombe sono disposte ordinatamente, e vi sono spazi per diverse tradizioni e religioni. La struttura include anche un'area per la cremazione e un luogo apposito per la preghiera o la meditazione. Inoltre, il personale si impegna a mantenere un ambiente rispettoso e accogliente per coloro che visitano il cimitero.

## Società

### Evoluzione demografica
Il Comune di Alimena presenta una forte emigrazione.Abitanti censiti

## Geografia antropica

### Urbanistica
Il suo impianto urbanistico si presenta a schema pressoché regolare, a trama viaria ortogonale e allineamenti lungo un asse principale che termina nel fuoco centrale a ridosso della fiancata est della Chiesa Madre e presenta tagli viari irregolari nelle aree di margine e tessuto edilizio adattato alle acclività del sito di giacitura.

## Economia

### Agricoltura
Tempo la zona era molto fertile sia per il clima che per la vicinanza dei fiumi Salso e Imera Meridionale. Alimena ha attualmente una modesto centro agricolo e zootecnico con piccole aziende di settore in cui si producono in particolare granaglie, mandorle, fave, olive e vini.

### Estrazione di zolfo e sale
Alimena fu in passato un centro economico grazie anche alla presenza di miniere di zolfo e sale sul suo territorio.

## Infrastrutture e trasporti
Il paese è raggiungibile prendendo l'uscita Resuttano della A19 Palermo-Catania e seguendo la SP19.

### SS290 di Alimena
Alimena è inoltre attraversata dalla SS290 di Alimena che collega Petralia Soprana con Enna e Calascibetta.

## Amministrazione
Di seguito è presentata una tabella relativa alle amministrazioni che si sono succedute in questo comune.
| Periodo          | Periodo           | Primo cittadino             | Partito                       | Carica  | Note   |
| ---------------- | ----------------- | --------------------------- | ----------------------------- | ------- | ------ |
| 14 dicembre 1988 | 4 novembre 1989   | Pietro Scelfo               | Democrazia Cristiana          | Sindaco | [ 18 ] |
| 31 maggio 1990   | 22 marzo 1992     | Pietro Scelfo               | lista civica                  | Sindaco | [ 18 ] |
| 22 marzo 1992    | 30 settembre 1993 | Salvatore Oddo              | lista civica                  | Sindaco | [ 18 ] |
| 9 ottobre 1993   | 13 giugno 1994    | Giuseppe Di Prima           | lista civica                  | Sindaco | [ 18 ] |
| 14 giugno 1994   | 30 aprile 1996    | Giuseppe Di Prima           | lista civica                  | Sindaco | [ 18 ] |
| 30 aprile 1996   | 25 maggio 1998    | Giuseppe Scrivano           | lista civica                  | Sindaco | [ 18 ] |
| 25 maggio 1998   | 27 maggio 2003    | Giuseppe Scrivano           | lista civica                  | Sindaco | [ 18 ] |
| 27 maggio 2003   | 17 giugno 2008    | Antonio Salvatore Calabrese | lista civica                  | Sindaco | [ 18 ] |
| 17 giugno 2008   | 11 giugno 2013    | Giuseppe Scrivano           | lista civica                  | Sindaco | [ 18 ] |
| 11 giugno 2013   | 11 giugno 2018    | Alvise Stracci              | lista civica                  | Sindaco | [ 18 ] |
| 11 giugno 2018   | in carica         | Giuseppe Scrivano           | lista civica di centro-destra | Sindaco | [ 18 ] |

## Sport

### Calcio
Ad Alimena ha sede la squadra di calcio U.S.D Alimena. Fondata nel 2004 e rifondata nel 2013, è caratterizzata dai colori sociali giallo verdi. Milita attualmente in Terza categoria e gioca le partite di casa allo stadio comunale all'interno del complesso sportivo comunale intitolato a Rosario Di Prima. La società è riuscita ad arrivare, nel giro di sei stagioni sportive a partire dalla sua nascita, fino al campionato di Prima Categoria. La nuova categoria è stata subito persa con la retrocessione in Seconda, nella quale si sono disputati i playoff per tornare in Prima Categoria, però senza successo. La stagione successiva è stata molto negativa per l'Alimena e si è conclusa con la retrocessione in Terza Categoria in seguito allo spareggio con il Petralia Sottana. Nel 2018 l'U.S.D. Alimena viene ripescata dopo aver perso la finale playoff contro il Ciminna e viene promossa in Seconda Categoria; retrocederà nuovamente in Terza Categoria quattro anni più tardi, nel 2022.

## Galleria d'immagini

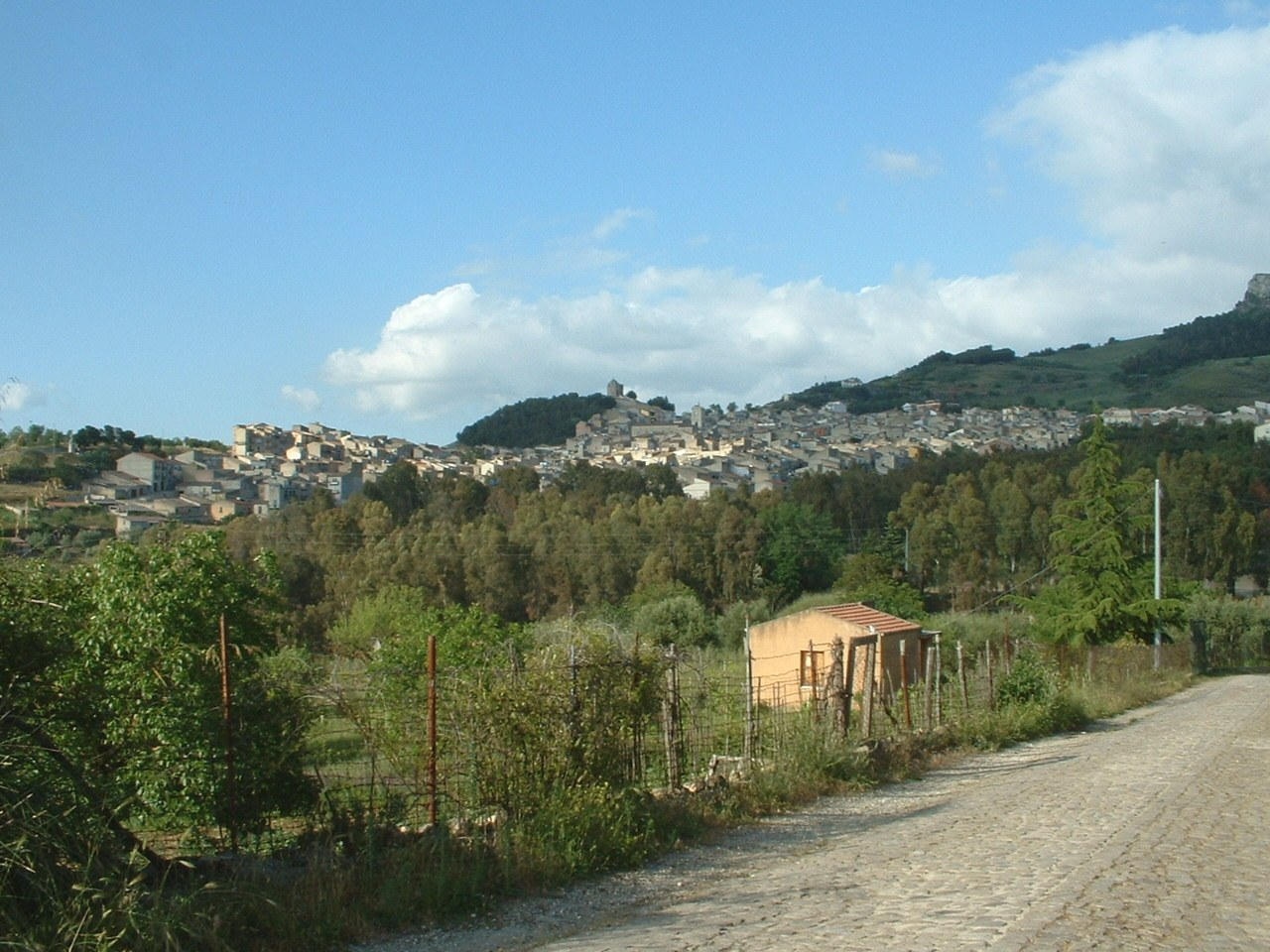
Panorama del centro abitato dalla strada provinciale per Resuttano.
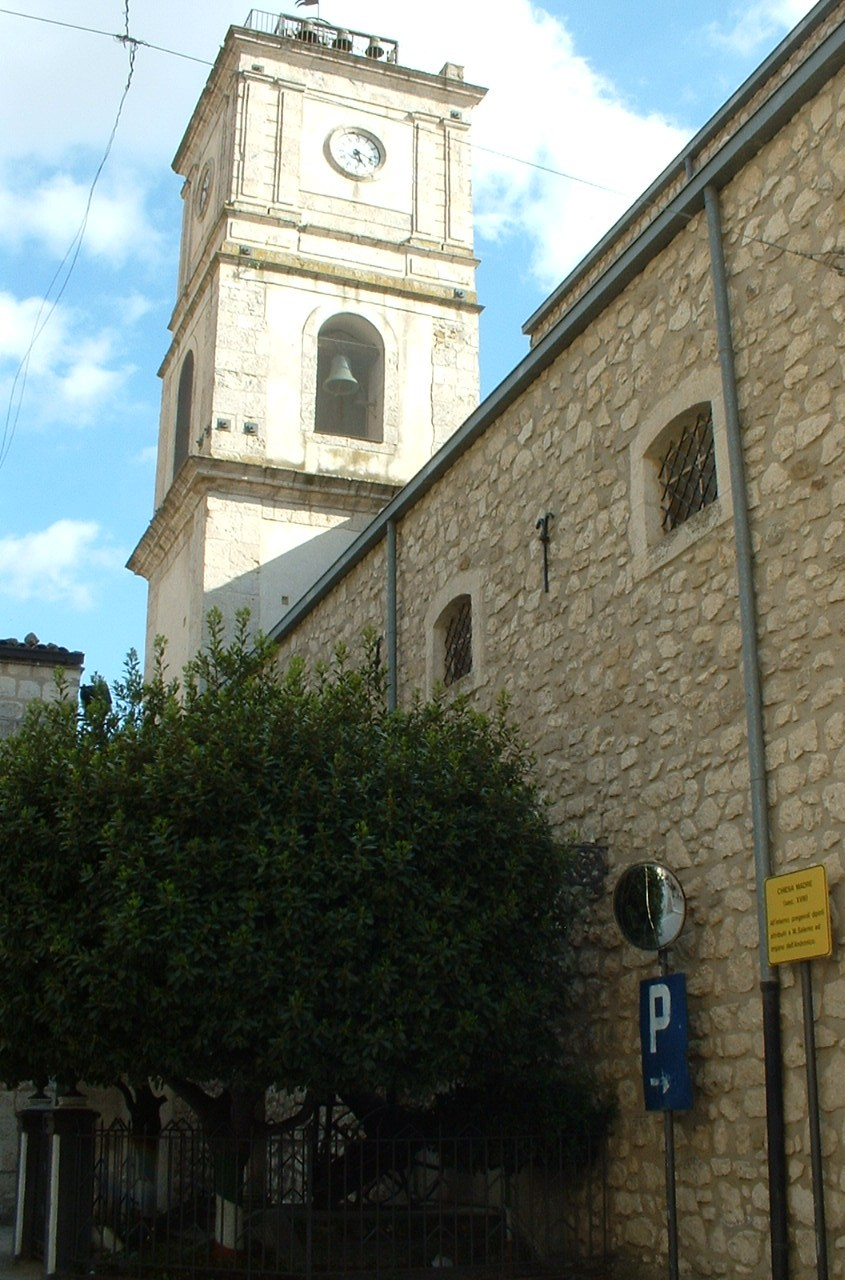
Il campanile della chiesa madre.
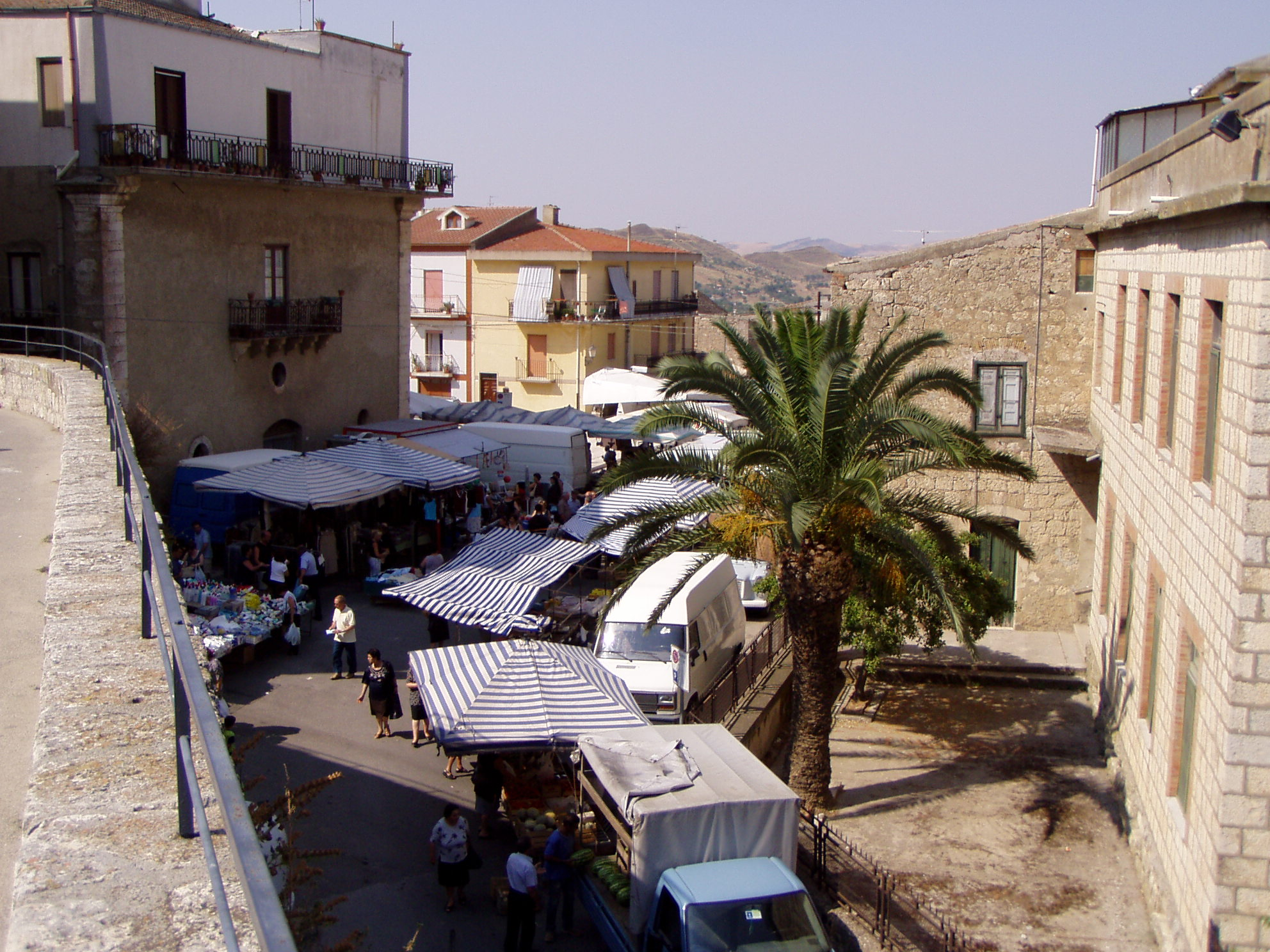
Mercato di Alimena.
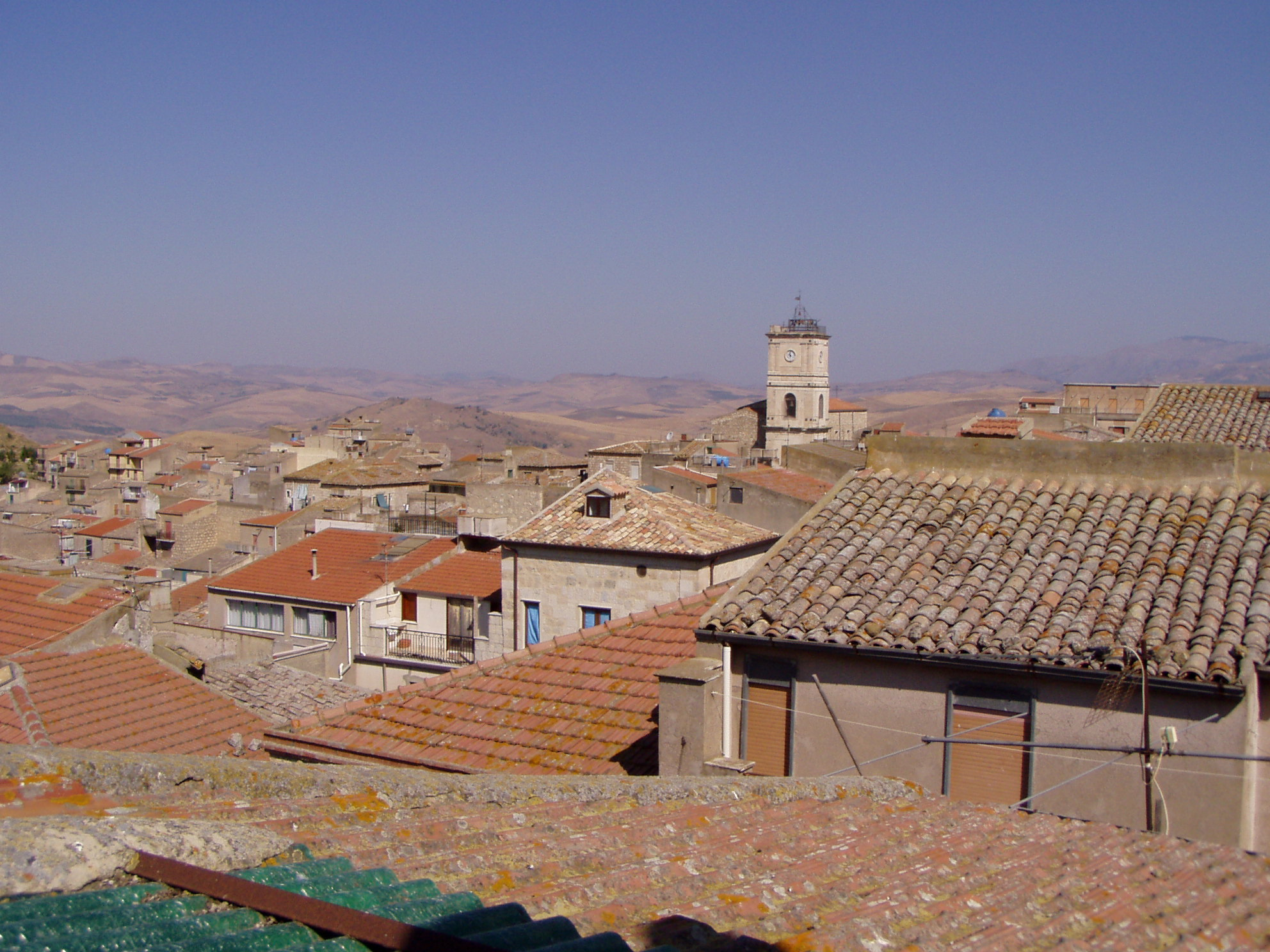
I tetti di Alimena.
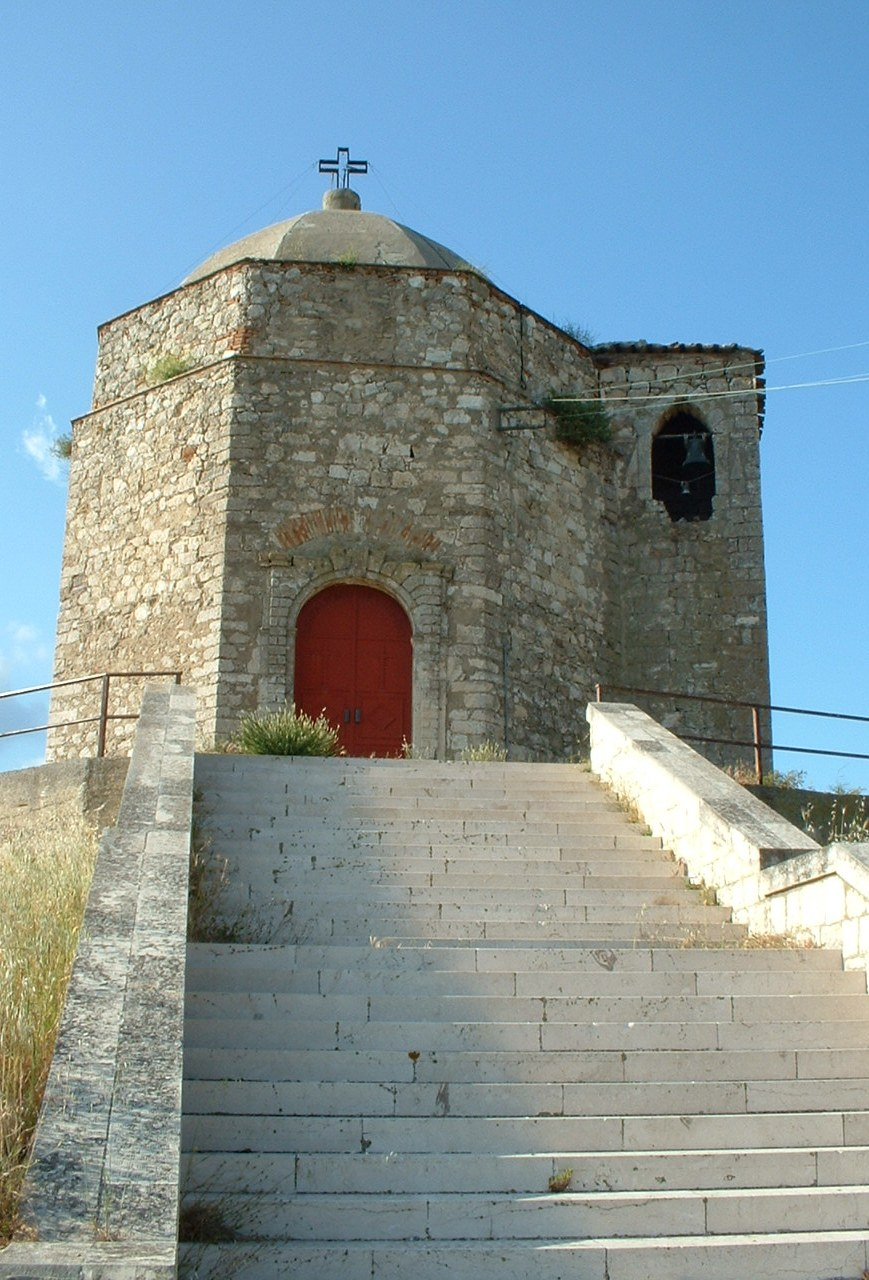
La chiesa di Sant'Alfonso sul colle Quisisana.